# Alessandro Gramigni

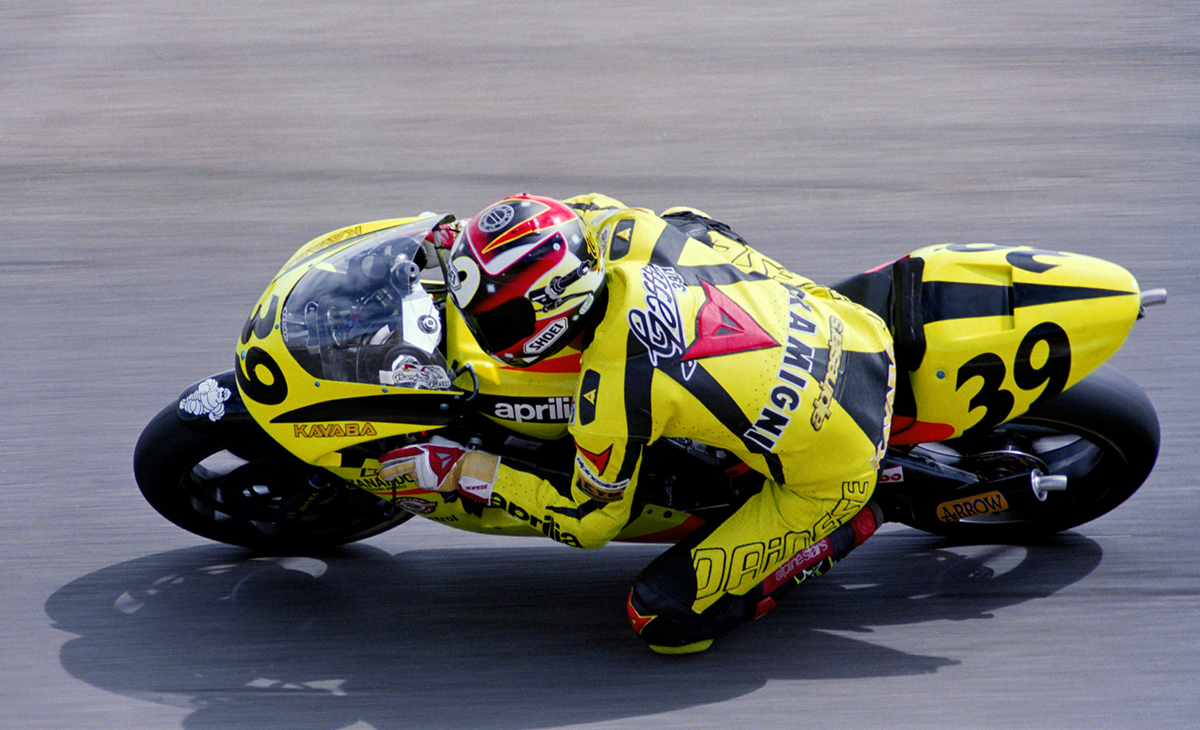
Alessandro Gramigni 1994 beim Großen Preis der USA

Alessandro Gramigni (* 29. Dezember 1968 in Florenz) ist ein ehemaliger italienischer Motorradrennfahrer.
In der Saison 1992 gewann er auf Aprilia den Weltmeistertitel in der 125-cm³-Klasse der Motorrad-Weltmeisterschaft.

## Karriere
Nachdem Alessandro Gramigni mit einer Serie guter Resultate bei Amateurrennen auf sich aufmerksam gemacht hatte (125-cm³-Vize-Europameister 1988 und 1989), begann er in der Saison 1990 seiner Karriere in der 125-cm³-Klasse der Motorrad-WM. Er startete auf einer Aprilia und schaffte es, bereits in seiner ersten Saison mit Rang zwei in Schweden und Rang drei in Tschechien zwei Podiumsplatzierungen einzufahren. In der Gesamtwertung erreichte Gramigni mit 84 Punkten den achten Platz. In der folgenden Saison startete er weiterhin in der 125-cm³-Klasse für Aprilia im Team Italia. Beim Rennen im tschechischen Brünn konnte Alessandro Gramigni seinen ersten Grand-Prix-Sieg feiern, im Gesamtklassement erreichte er in diesem Jahr mit 90 Zählern den siebten Platz. 1992 wurde Gramigni etwas überraschend Weltmeister in der Achtelliterklasse. Nachdem der Weltmeister der vergangenen beiden Jahre, Landsmann Loris Capirossi, in die 250er-Klasse gewechselt war, konnte Alessandro Gramigni mit zwei Siegen und sieben Podiumsplatzierungen in zwölf Rennen den Titel gewinnen. Im Gesamtklassement hatte er am Saisonende mit 134 Punkten 16 Zähler mehr als sein ärgster Verfolger Fausto Gresini.
Zur Saison 1993 stieg dann auch Gramigni in die 250-cm³-Klasse auf, wo er zuerst auf Gilera und später auf Aprilia startete. Mit zwei mageren Punkten kam er jedoch nicht über den 30. Platz in der Gesamtwertung hinaus. Auch 1994 und 1995 startete der Italiener in der 250er-WM, jedoch ohne dabei erfolgreich zu sein. Er erreichte in diesen beiden Jahren jeweils nur den 23. Gesamtrang. Danach fand der Fiorentiner keinen Platz mehr als Stammfahrer in der Weltmeisterschaft.
Zur Saison 1997 wurde Gramigni von Aprilia als Testfahrer für die 500-cm³-Klasse verpflichtet und bestritt beim Großen Preis von Malaysia sein letztes Grand Prix-Rennen. Im Jahr 1998 zog sich Alessandro Gramigni dann aus der Motorrad-WM zurück, um in der italienischen Superbike-Meisterschaft anzutreten. In der Saison 2004 konnte er diese auf einer Yamaha des Teams 391 Racing gewinnen.
Von 1998 bis 2000 startete Alessandro Gramigni zuerst auf Ducati und später auf Yamaha permanent in der Superbike-Weltmeisterschaft. Seine beste WM-Platzierung dabei erzielte er 1998 mit Rang 14. Danach startete der Italiener bis 2005 noch sporadisch in dieser Serie.

## Erfolge
- 1992 – 125-cm³-Weltmeister auf Aprilia
- 2004 – Italienischer Superbike-Meister auf Yamaha
- 3 Grand-Prix-Siege